# Aristolochia curviflora
Aristolochia curviflora är en piprankeväxtart som beskrevs av Gustaf Oskar Andersson Malme. Aristolochia curviflora ingår i släktet piprankor, och familjen piprankeväxter. Inga underarter finns listade i Catalogue of Life.